# Terry Smith (gitarist)
Terence Smith (West Norwood, 20 mei 1943) is een Britse jazzgitarist, bekend van de band If.

## Biografie
Smith was twee keer winnaar van de Melody Maker muziekpolls en bracht de vroege jaren 1960 door in het Tony Lee Trio, voordat hij Scott Walkers muzikaal leider werd en The Walker Brothers begeleidde tijdens hun Japanse tournee in 1968. Teruggekeerd naar het Verenigd Koninkrijk nam hij het soloalbum Fall Out (1968) op, dat werd geproduceerd door Scott Walker en werd ondersteund door de Britse jazzmuzikanten van de dag, zoals Kenny Wheeler, Les Condon, Ronnie Ross, Ronnie Stephenson, Gordon Beck, Ron Mathewson, Chris Karan en Ray Warleigh. Smith voegde zich bij de Amerikaanse soulzanger J.J. Jacksons Greatest Little Soul Band in the Land, met wie hij de twee lp's The Greatest Little Soul Band in the Land (1969) en JJ Jackson's Dilemma (1970) opnam.
In 1969 werkte hij samen met de saxofonisten Dick Morrissey en Dave Quincy, ook leden van Jacksons band om de baanbrekende Britse jazzrockgroep If te vormen. Rond die tijd verscheen hij ook met Morrissey en andere Britse topmuzikanten op de Blue Note Records-opname To Seek a New Home (1970) van Brother Jack McDuff. Vervolgens nam Smith vijf albums op met de oorspronkelijke bezetting van If en toerde hij uitgebreid door de Verenigde Staten en Europa. Na het uiteenvallen van de eerste bezetting van If, werd hij medeoprichter van de Britse band ZZebra, ook met Dave Quincy van If. Hij ontmoette Dick Morrissey opnieuw en ze verschenen samen met toonaangevende Zweedse jazzmusici en popzanger Tommy Körberg voor de liveopname Don't Get Around Much Anymore - Live at Bullerbyn (1975).
In 1981 richtte Smith zijn eigen Blues Band op in 1982 met Jo Ann Kelly (zang), Tony Ashton (orgel) en Micky Waller (drums). Vanaf oktober 2006 is hij nog steeds actief in het Britse jazzcircuit.

## Discografie

### Als leader/co-leader
- 1968: Fall Out
- 1975: Don't Get Around Much Anymore – Live at Bullerbyn
- 1977: Terry Smith with the Tony Lee Trio - met Tony Lee (piano), Tony Archer (bass), Martin Drew (drums)
- 2008: Tenderly - The Terry Smith Trio

### Met If
- 1970: If
- 1970: If 2
- 1971: If 3
- 1972: If 4
- 1972: Waterfall
- 1995: Forgotten Roads: The Best of If
- 1997: Europe '72 (Live)

### Als sideman
- 1969: The Greatest Little Soul Band in the Land met J.J. Jackson
- 1970: J.J. Jackson's Dilemma met J.J. Jackson
- 1970: To Seek a New Home Brother Jack McDuff